# MXY-7 오카
MXY-7 오카(일본어: 櫻花󠄁)는 태평양 전쟁 말엽 일본 제국 해군이 가미카제 공격을 위해 만든 로켓 추진 유인 항공기이다. 비행 속도는 매우 빨랐지만 작전 반경이 아주 짧았기 때문에 더 큰 폭격기에 실려 작전에 투입되어야 했다. 1945년 오키나와 전투 중 MXY-7 오카는 몇몇 호위함과 수송함을 격침하거나 손상시키는 데 성공했지만, 주요 전함을 격침시킨 적은 없다. 일본군은 MXY-7 오카의 단점들을 극복하기 위해 여러 개선형을 개발했지만 실전에 배치되기에는 늦었다.
연합군은 이 항공기를 바보 폭탄이라는 뜻의 '바카 봄'(영어: Baka Bombs)이라고 불렀다.